# Francis de Rottenburg
Francis de Rottenburg (eigentlich Franz Baron von Rottenburg; * 4. oder 8. November 1757 in Danzig; † 24. April 1832 in Portsmouth, England) war ein in Europa, Ägypten und Amerika im britisch-englischen Dienst stehender General und Militärschriftsteller.

## Leben
Franz (von) Rottenburg wurde als Sohn von Franz Gottfried Rottenburg, einem wohlhabenden Danziger Kaufmann und Gutsbesitzer schweiz-deutscher Herkunft geboren. Die Herkunft des von ihm geführten Adelstitels ist nicht bekannt. Über seine Jugend weiß man wenig, doch erlaubte es das Vermögen seines Vaters ihm zweifellos, eine gute Bildung zu erwerben. Sie ermöglichte es ihm, 1782 mit dem Rang eines Vizeleutnants in die französische Armee einzutreten. 1785 wurde er Leutnant, quittierte aber im September 1791 den Dienst und kehrte nach Polen zurück, wo er sich bei Warschau an Tadeusz Kościuszkos erfolglosem Aufstand gegen die Teilungen Polens beteiligte. Er kommandierte ein Infanteriebataillon und wurde 1794 in der Schlacht bei Praga verwundet.
Nach dem Ende des Aufstands trat Rottenburg Ende 1795 als Major in das Husarenregiment Hompesch ein, eine Söldnereinheit der British Army. 1798 half er bei der Aufstellung eines Regiments Leichte Infanterie (Tirailleure/Füsiliere, engl. Rifles). Als aus dieser Einheit das 60. britische Infanterieregiment gebildet wurde, erhielt Rottenburg den Rang eines Oberstleutnants und das Kommando über das 5. Bataillon. Hierbei handelte es sich um die erste Einheit der britischen Armee, die nicht mit Musketen, sondern mit den weiter tragenden Gewehren ausgerüstet und für den Einsatz in aufgelöster Formation (als Scharfschützen, Plänkler u. ä.) ausgebildet wurde. Mit diesem Riflemen-Bataillon, bekleidet und ausgestattet als Jäger, war Rottenburg an der Niederschlagung eines Aufstands in Irland und an der Eroberung von Surinam im August 1799 beteiligt.
Während dieser Zeit verfasste Rottenburg eine Reihe von Instruktionen für die Ausbildung leichter Infanterie in deutscher Sprache. Sie wurden 1798 vom „War Office“ übersetzt und unter dem Titel „Regulations for the exercise of riflemen and light infantry“ veröffentlicht, mehrfach neu aufgelegt und entwickelten erheblichen Einfluss auf das militärische Denken der britischen Armee. Sir John Moore, der neben Wellington brillanteste britische Offizier dieser Zeit, nutzte sie als Grundlage für die Aufstellung einer Leichten Division, die bei seinen und Wellingtons Feldzügen in Portugal und Spanien eine prominente Rolle spielte. 1805 wurde Rottenburg zum Oberst befördert, erhielt 1808 das Kommando über eine Brigade und nahm 1809 als Kommandeur der Leichten Infanterie an der Walcheren-Expedition teil.
Rottenburg war zwar bereits 1808 zum Brigadegeneral im Generalstab für Nordamerika ernannt worden, trat diese Position in Québec erst 1810 nach seiner Beförderung zum Generalmajor an. Nach dem Ausbruch des Kriegs von 1812 gegen die USA erhielt er im Juli 1812 das Kommando über den strategisch wichtigen Distrikt von Montreal, zeitweilig vertrat er auch Generalgouverneur Sir George Prevost. Nach der Ablösung von Sir Roger Hale Sheaffe als Administrator und Oberkommandierender von Oberkanada übernahm er im Juli 1813 dessen Amt.
Rottenburg brachte für die Angelegenheiten der Zivilverwaltung kaum Interesse auf und erwies sich militärisch als vorsichtiger Kommandeur, der es vermied, Risiken einzugehen. Auf dem Hauptschauplatz des Kriegs am Niagara River versuchte er, die Amerikaner so weit wie möglich auf Fort George zurückzudrängen, vermied aber eine offene Schlacht. Durch seine Weigerung, zusätzliche Truppen bereitzustellen, hinderte er Generalmajor Henry Procter und den Marinekommandeur Robert Heriot Barclay daran, die US-Flottenbasis Presque Isle am Eriesee anzugreifen. Bei einem Erfolg hätte dieser Angriff die folgenden Niederlagen in der Schlacht auf dem Eriesee und am Thames River verhindert, durch die die britische Position im Westen weitgehend zusammenbrach. Auf die Nachricht von der Niederlage Procters am Thames River erwog Rottenburg die Räumung des ganzen westlichen Kanada bis Kingston, beschränkte sich aber auf einen Rückzug bis zu den Burlington-Höhen auf der Niagara-Halbinsel.
Rottenburg war immer noch in Kingston, als im September eine amerikanische Armee unter Generalmajor James Wilkinson entlang des Sankt-Lorenz-Stroms auf Montreal vorstieß. Der von Rottenburg mit einem kleinen, hauptsächlich aus Berufssoldaten bestehenden Kontingent detachierte Oberst Joseph Wanton Morrison konnte den weit überlegenen Angreifern jedoch am 11. November in der Schlacht bei Chrysler’s Farm eine empfindliche Niederlage zufügen und sie zum Rückzug zwingen. Großen Ärger handelte ihm anschließend die Verhängung des Kriegsrechts für einige Distrikte Oberkanadas ein, mit der er die Farmer zwingen wollte, der Armee Nachschubgüter zu verkaufen.
Nach der Ankunft seines Nachfolgers Generalleutnant Gordon Drummond im Dezember 1813 erhielt Rottenburg den Oberbefehl über Truppen in Niederkanada am Sankt-Lorenz-Strom. Generalgouverneur Prevost, der ihn als verlässlichen Untergebenen schätzte, übertrug ihm für seinen Feldzug vom September 1814 gegen die USA das Kommando über drei Brigaden. In der Schlacht bei Plattsburgh spielte er trotzdem keine nennenswerte Rolle und war wahrscheinlich deswegen kaum von der massiven Kritik betroffen, die Prevost nach diesem gescheiterten Unternehmen über sich ergehen lassen musste. Ende 1814 vertrat Rottenburg Prevost zeitweilig als Administrator und Oberbefehlshaber in Niederkanada, hatte den Vorsitz des Kriegsgerichtsverfahrens gegen Generalmajor Henry Procter inne und wurde im Sommer 1815 nach Großbritannien zurückberufen. Er kam nicht mehr im aktiven Dienst zur Verwendung, erhielt mehrere Auszeichnungen, darunter auch 1819 die Beförderung zum Generalleutnant, und starb am 24. April 1832 in Portsmouth.

## Familie
Francis de Rottenburg war seit 1802 mit Juliana Wilhelmina Carolina von Orelli verheiratet, der Tochter von Johann Ulrich von Orelli, einem neapolitanischen General. Aus der Ehe stammten der Sohn George Frederick de Rottenburg und eine Tochter.

## Werke
- Regulations for the Exercise of Riflemen and Light Infantry, Digitalisat